# Naamsepoorttunnel
De Naamsepoorttunnel (Frans: Tunnel Porte de Namur) is een stedelijke tunnel voor het autoverkeer gelegen in de Belgische hoofdstad Brussel. De tunnel maakt deel uit van de Kleine Ring en loopt onder het kruispunt met Naamsestraat en de Elsensesteenweg. Op dit kruispunt stond vroeger de Naamsepoort, een bouwwerk dat deel uitmaakte van de oude stadsomwalling. Dit kruispunt is ook het startpunt van de N4, de oude steenweg die Brussel verbindt met Luxemburg.
In verkeersinformatie wordt bij een melding van deze tunnel telkens de rijrichting op de Kleine Ring vermeld: richting Basiliek van Koekelberg of richting Zuid.
De tunnel bevat 2x2 rijstroken en heeft geen middenwand. De maximaal toegelaten snelheid is in beide rijrichtingen 50 kilometer per uur. De tunnel is verboden voor voertuigen zwaarder dan 3,5 ton. Er zijn 4 nissen aanwezig (2 in elke richting), maar geen noodtelefoons. Aan beide inritten kan de tunnel worden afgesloten door middel van een verkeerslicht. Boven iedere inrit is een elektronisch tekstbord aangebracht waarop vanop afstand maximaal 35 tekens kunnen worden weergegeven. Er is ook verlichting aanwezig in de tunnel, waarvan de intensiteit zich kan aanpassen aan de sterkte van het zonlicht bovengronds.
De tunnel wordt permanent op afstand bewaakt door de operatoren van het MOBIRIS-Centrum bij de Brusselse wegbeheerder Mobiel Brussel. Hiervoor zijn onder meer 2 verkeerscamera's (1 in elke richting) aanwezig.
Annie Cordytunnel · Baljuwtunnel · Belliardtunnel · Boileautunnel · Deltatunnel · Georges Henritunnel · Hallepoorttunnel · Jubelparktunnel ·Koninginnetunnel · Kortenbergtunnel · Kruidtuintunnel · Kunst-Wettunnel · Louizatunnel · Madoutunnel · Montgomerytunnel · Naamsepoorttunnel · NAVO-tunnel · Pachecotunnel · Reyerstunnel · Rogiertunnel · Stefaniatunnel · Tervurentunnel · Troontunnel · Van Praettunnel · Vleurgattunnel · Wettunnel · Woluwetunnel